# Apolo 3
Apolo 3 es el tercer vuelo de prueba del programa Apolo, lanzado sin tripulación el 25 de agosto de 1966 mediante un vector Saturno IB en vuelo suborbital. Este vuelo sirvió para efectuar pruebas en el módulo de mando y servicio (CSM), que es recuperado después, destinado a realizar un alunizaje tripulado en la Luna.
- Datos: Q297077
- Multimedia: AS-202 / Q297077